# Euprepiophis
Euprepiophis ist eine Schlangengattung aus der Unterfamilie der Eigentlichen Nattern (Colubrinae) innerhalb der Familie der Nattern (Colubridae).
Die Schlangen sind ovipar.
Sie sind in Ostasien verbreitet. Die IUCN stuft die Art Euprepiophis perlaceus als stark gefährdet („Endangered“) ein. Die beiden anderen Arten der Gattung, Euprepiophis conspicillata und Euprepiophis mandarinus, sind dagegen nicht gefährdet („Least Concern“).

## Systematik
Die Gattung Euprepiophis wurde 1843 von dem österreichischen Zoologen Leopold Fitzinger erstbeschrieben. Die Typusart ist Coluber conspicillatus. Der Gattung werden 3 Arten zugewiesen (Stand November 2023), die im Folgenden nach Taxon sortiert gelistet sind. Alle drei Arten wurden ursprünglich einer anderen Gattung zugeordnet (Elaphe und teilweise zuvor Coluber).
| Bild                                         | Trivialname           | Taxon                      | Erstbeschreibung  | Karte | Verbreitungsgebiet                                                                                       | IUCN |
| -------------------------------------------- | --------------------- | -------------------------- | ----------------- | ----- | --- | ---- |
|                                              | Japanische Waldnatter | Euprepiophis conspicillata | (Boie, 1826)      |       | Japan (Yakushima, Tanegashima, Kyūshū, Shikoku, Honshū, Ryūkyū-Inseln), Russland/Japan: Kunaschir        | 2017 |
|                                              | Mandarinnatter        | Euprepiophis mandarinus    | (Cantor, 1842)    |       | Indien (Arunachal Pradesh, Mizoram, Nagaland), Nord-Myanmar, Laos, Vietnam (Hòa Bình), Taiwan, Süd-China | 2012 |
| Externes Bild (Bitte Urheberrechte beachten) | Perlennatter          | Euprepiophis perlaceus     | (Stejneger, 1929) |       | China (West-Sichuan), auf 2000–2500 m Höhe                                                               | 2012 |